# Robyn Eckersley
Pour les articles homonymes, voir Eckersley (homonymie).
Robyn Eckersley (née en 1958) est professeure et directrice des sciences politiques à l'École des sciences sociales et politiques de l'Université de Melbourne, en Australie.

## Parcours
Robyn Eckersley a grandi à Perth et est diplômé en droit de l'Université d'Australie-Occidentale. Elle a étudié à l'Université de Cambridge et est titulaire d'un doctorat en politique environnementale de l'Université de Tasmanie. Elle était auparavant avocate publique, puis chargée de cours à l'Université Monash jusqu'en 2001, date à laquelle elle a déménagé à l'Université de Melbourne.
Elle est élue membre de l'Académie des sciences sociales en Australie en 2007.

## L'état vert
Les arguments d'Eckersley sont largement menés dans le domaine de la théorie politique, mais se sont avérés influents dans la politique environnementale. Son livre de 1992 Environmentalism and Political Theory: Toward an Ecocentric Approach a été l'un des premiers à plaider en faveur d'une forme de gouvernement écocentrique.
Dans son livre de 2004 The Green State: Rethinking Democracy and Sovereignty, elle propose « l'écologie politique critique » comme paradigme pour explorer ce qu'il faudrait pour créer un État vert ou un État démocratique vert, un gouvernement où les idéaux réglementaires et les procédures démocratiques du État démocratique sont informés par la démocratie écologique. L'État souverain est refondu dans le rôle d'intendant écologique et de facilitateur de la démocratie transnationale. L'État démocratique vert est proposé comme une alternative évolutive à l'État démocratique libéral, à l'État-providence et à l'État néolibéral.

## Œuvres
- Brown, C. et R. Eckersley (éd.). 2018. Le manuel d'Oxford de théorie politique internationale . Presse universitaire d'Oxford. (ISBN 9780198746928)
- Peter Christoff et Robyn Eckersley. 2013. Mondialisation et environnement . Lanham : Rowman et Littlefield.
- Bukovansky M, I. Clark, R. Eckersley, R. Price, C. Reus-Smit et NJ Wheeler. 2012. Responsabilités spéciales : problèmes mondiaux et puissance américaine . Cambridge : Cambridge University Press.
- D. Altman, J. Camilleri, R. Eckersley et G. Hoffstaedter (eds.). 2012. Pourquoi la sécurité humaine est importante : repenser la politique étrangère australienne . Sydney : Allen et Unwin.
- Robyn Eckersley et Andrew Dobson (dir.). 2006. Théorie politique et défi écologique . Cambridge : Cambridge University Press.
- Robyn Eckersley et John Barry (éd.). 2005. L'État et la crise écologique mondiale . Cambridge, Massachusetts : MIT Press.
- Robyn Eckersley. 2004. L'État vert : repenser la démocratie et la souveraineté . Cambridge : Presse du MIT[4] (Médaille Melbourne Woodward 2005 pour la meilleure recherche en sciences humaines et sociales).
- Robyn Eckersley. 1992. Environnementalisme et théorie politique : vers une approche écocentrique . Presse de l'Université d'État de New York.